# Boulevards des Maréchaux

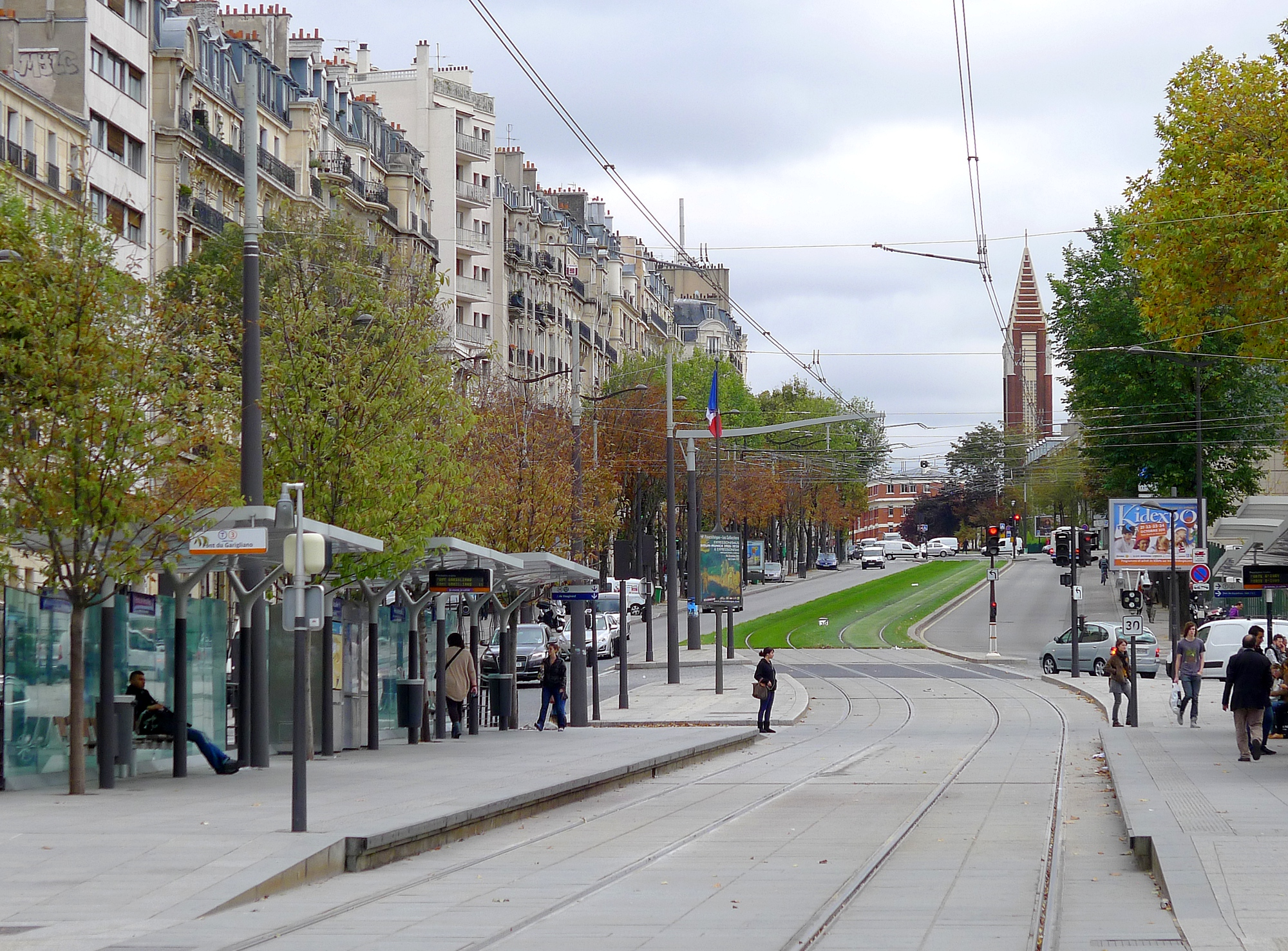
Boulevard Lefebvre in het 15e arrondissement van Parijs, een van de boulevards des Maréchaux

De boulevards des Maréchaux zijn een reeks met elkaar verbonden boulevards over een lengte van 33,7 km waarvan het traject loopt rondom Parijs, aan de rand van de stad. De verzamelnaam van de boulevards komt voort uit het feit dat al deze boulevards sinds hun oprichting de namen dragen van maarschalken van het Eerste Keizerrijk. Van de drie extra boulevards die later werden geopend, is er een vernoemd naar een Napoleontische admiraal en twee, recenter, de namen van generaals van de Vrije Fransen.
De boulevards des Maréchaux volgden bij aanleg het traject van de voormalige militaire weg (de "rue Militaire") aan de stadszijde van de stadsomwalling van Thiers die gebouwd werd tussen 1841 en 1844. De uitbreiding van Parijs door de annexatie in 1860 van de aangrenzende gemeenten, stimuleerde de uitbreiding van de stadsbouw, over de glacis en de creatie van de Zone. Om de bereikbaarheid te waarborgen, werd in 1861 voor het openbaar nut besloten een 40 m brede gordelboulevard aan te leggen op het traject van de voormalige aanvoerroute achter de stadsomwalling. Het was een herhaling van een eerder scenario dat zich op de rechteroever van de Seine had afgespeeld bij de afbraak van de omwalling van Lodewijk XIII waar op het einde van de 17e eeuw ook de gekende Parijse boulevards de plaats van de eerdere vestingsmuren innamen.
De gordelboulevard werd in 1864 verdeeld in negentien secties.
| Naam boulevard              | Maarschalk                       | Van                          | Tot                                    |
| --------------------------- | -------------------------------- | ---------------------------- | -------------------------------------- |
| Boulevard Poniatowski       | Józef Antoni Poniatowski         | Porte de Bercy               | Porte de Picpus (porte Dorée)          |
| Boulevard Soult             | Nicolas Jean-de-Dieu Soult       | Porte de Picpus              | Porte de Vincennes                     |
| Boulevard Davout            | Louis Nicolas Davout             | Porte de Vincennes           | Porte de Bagnolet                      |
| Boulevard Mortier           | Édouard Mortier                  | Porte de Bagnolet            | Porte de Romainville (porte des Lilas) |
| Boulevard Sérurier          | Jean-Mathieu-Philibert Sérurier  | Porte de Romainville         | Canal de l'Ourcq                       |
| Boulevard Macdonald         | Étienne Jacques Joseph Macdonald | Canal de l'Ourcq             | Porte d'Aubervilliers                  |
| Boulevard Ney               | Michel Ney                       | Porte d'Aubervilliers        | Porte de Saint-Ouen                    |
| Boulevard Bessières         | Jean-Baptiste Bessières          | Porte de Saint-Ouen          | Porte de Clichy                        |
| Boulevard Berthier          | Louis Alexandre Berthier         | Porte de Clichy              | Porte de la Révolte                    |
| Boulevard Gouvion-Saint-Cyr | Laurent de Gouvion Saint-Cyr     | Porte de la Révolte          | Porte de Neuilly                       |
| Boulevard Lannes            | Jean Lannes                      | Porte de Neuilly             | Porte de la Muette                     |
| Boulevard Suchet            | Louis Gabriel Suchet             | Porte de la Muette           | Porte d'Auteuil                        |
| Boulevard Murat             | Joachim Murat                    | Porte d'Auteuil              | Seine                                  |
| Boulevard Victor            | Claude Victor-Perrin             | Seine                        | Porte de Versailles                    |
| Boulevard Lefebvre          | François Joseph Lefebvre         | Porte de Versailles          | Sporen van gare Montparnasse           |
| Boulevard Brune             | Guillaume Brune                  | Sporen van gare Montparnasse | Porte d'Orléans                        |
| Boulevard Jourdan           | Jean-Baptiste Jourdan            | Porte d'Orléans              | Porte de Gentilly                      |
| Boulevard Kellermann        | François Christophe Kellermann   | Porte de Gentilly            | Porte d'Italie                         |
| Boulevard Masséna           | André Masséna                    | Porte d'Italie               | Porte de la Gare                       |

In de jaren 1920 maakte de ontmanteling van de stadsomwalling van Thiers het mogelijk om de gronden buiten de gordel van boulevards te verstedelijken. Er werden voornamelijk goedkope woningen (HBM) en openbare voorzieningen gebouwd, zoals het beurscentrum bij Porte de Versailles, het Stade Charléty of het Palais de la Porte Dorée. Er werden ook parken aangelegd zoals square Séverine, het parc Kellermann of het parc de la Butte du Chapeau-Rouge. De paviljoenen van de Cité internationale universitaire de Paris werden opgetrokken midden in een uitgestrekte groene ruimte langs de Boulevard Jourdan.
In 1932 werd een deel van de Boulevard Lannes omgedoopt tot boulevard de l'Amiral-Bruix (naar Étienne Eustache Bruix, een Napoleontische admiraal). In 1987 wordt een deel van de boulevard Victor de boulevard du General-Martial-Valin (naar Martial Valin, een generaal van de luchtmacht van de Vrije Fransen). In 2005 werd een deel van de Boulevard Masséna omgedoopt tot boulevard du Général-d'Armée-Jean-Simon (naar Jean Simon, een andere officier van de Vrije Fransen en Compagnon de la Libération).
De boulevards des Maréchaux vormen een bijna ononderbroken lint dat rond Parijs loopt en de Portes de Paris verbindt. De boulevards vormen een verdubbeling van de Boulevard Périphérique, zo'n 150 meter aan de binnenkant van deze ringweg. De boulevards des Maréchaux zijn wel geen stadssnelweg maar gewoon stadsverkeer, met kruispunten en slechts op enkele plaatsen ongelijkvloerse kruisingen, nadat een aantal ongelijkvloerse kruisingen er zijn weggehaald.
De maximumsnelheid bedraagt er slechts 50 km/h.

Kaart van tramlijnen 3a (oranje) en 3b (groen)

In 2006 en 2012 werden over een groot deel van de boulevards des Maréchaux tramlijnen T3a en T3b aangelegd. Sinds de tramrevival rond Parijs zijn dit de enige tramlijnen die op het grondgebied van de stad zelf rijden.
In dezelfde periode werden er op de trottoirs fietspaden aangelegd, die als ringlijn v10 (Petite Ceinture) deel uitmaken van het fietsplan Réseau Vélo Île-de-France (voorheen RER-Vélo).